# Phare d'Eilat
Le phare d'Eilat est un phare actif situé au sud-ouest du port d'Eilat dans le District sud de l'État d'Israël, dans le golfe d'Aqaba.

## Histoire
Le phare se trouve à 1.2 km de la frontière de l'Égypte et à 7 km d'Eilat.

## Description
Le phare est une tour à cinq pieds en béton de 9 m de haut, avec galerie et lanterne surmontant un local technique d'un étage. La tour est peinte en blanc avec des bandes noires sur les jambes du bâtiment. Il émet, à une hauteur focale de 64 m un éclat blanc toutes les 10 secondes. Sa portée est de 21 milles nautiques (environ 39 km).
Identifiant : ARLHS : ISR002 - Amirauté : D7297.9 (ex-E6042) - NGA : 112-30436 .

## Caractéristiques dufeu maritime
Fréquence : 10 secondes (W)
- Lumière : 1. seconde
- Obscurité : 9 secondes

|                  |
| Le phare d'Eilat |

### Lien connexe
- Liste des phares d'Israël